# Montflours
Montflours ist eine französische Gemeinde mit 250 Einwohnern (Stand: 1. Januar 2022) im Département Mayenne in der Region Pays de la Loire; sie gehört zum Arrondissement Laval und zum Kanton Bonchamp-lès-Laval. Die Einwohner werden Montflourais und Montflouraises genannt.

## Geographie
Montflours liegt etwa zehn Kilometer nordnordöstlich von Laval. Die Mayenne begrenzt die Gemeinde im Westen. Umgeben wird Montflours von den Nachbargemeinden Andouillé im Norden und Westen, Sacé im Osten sowie Saint-Jean-sur-Mayenne im Süden und Südwesten.

## Bevölkerungsentwicklung
| Jahr                       | 1962 | 1968 | 1975 | 1982 | 1990 | 1999 | 2006 | 2019 |
| Einwohner                  | 235  | 201  | 164  | 189  | 185  | 204  | 226  | 252  |
| Quellen: Cassini und INSEE |      |      |      |      |      |      |      |      |

## Sehenswürdigkeiten
- Kirche Saint-Martin aus dem 19. Jahrhundert
- Schloss La Motte Sérent aus dem 19. Jahrhundert
- Schleuse Le Moulin Oger über die Mayenne

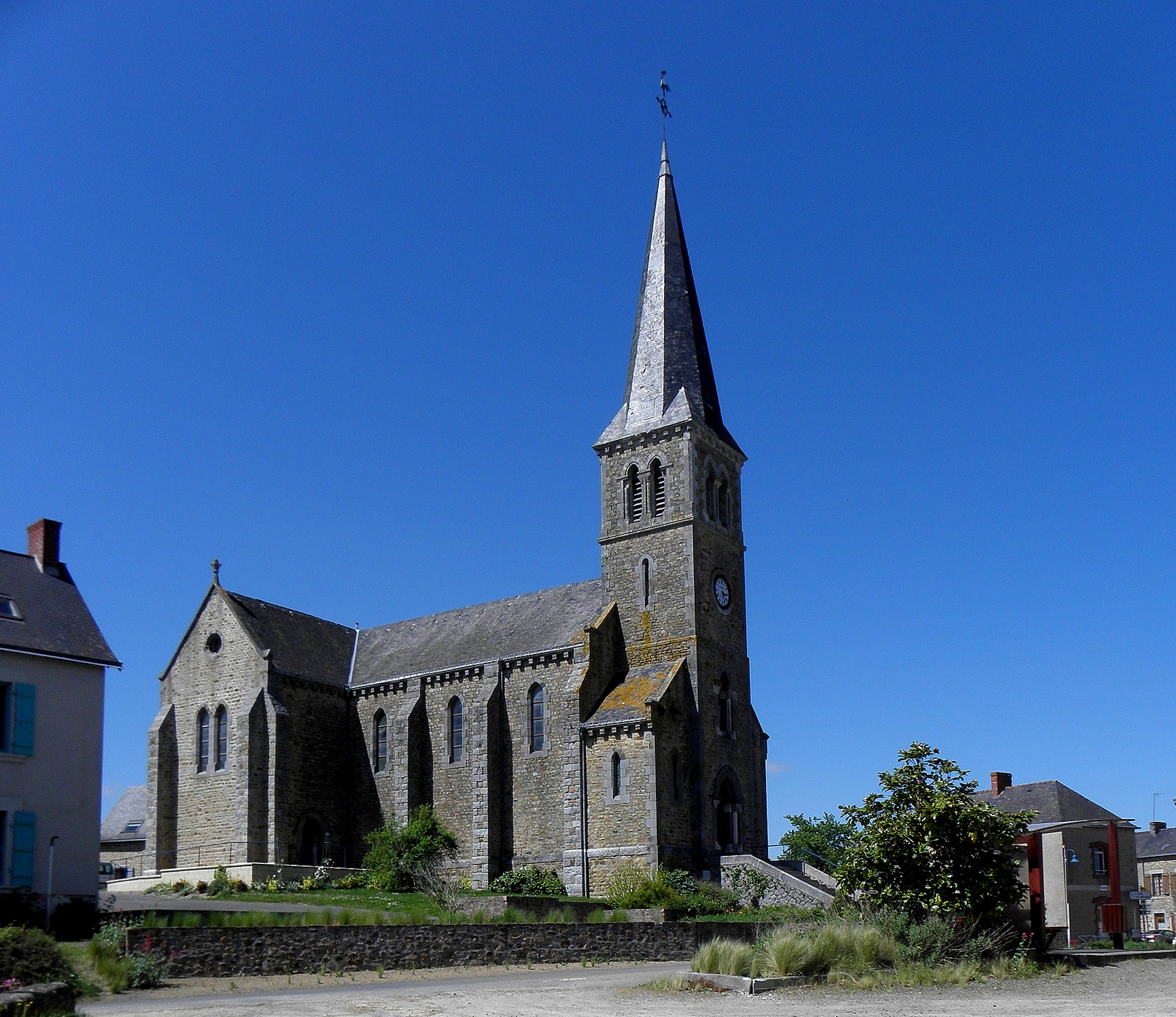
Kirche Saint-Martin